# Frédéric Mitterrand
Frédéric Mitterrand, född 21 augusti 1947 i Paris, död 21 mars 2024 i Paris, var en fransk politiker, skådespelare, manusförfattare, TV-personlighet, författare, filmproducent och regissör. Han var kulturminister i Frankrike mellan 23 juni 2009 och maj 2012.
Frédéric Mitterrand var brorson till François Mitterrand, som var Frankrikes president 1981–1995. Frédéric Mitterrand hade även tunisiskt medborgarskap.
I juni 2008 utsåg president Nicolas Sarkozy Mitterrand till chef för Franska akademien i Rom. Ett år senare utsågs Mitterand till kultur- och kommunikationsminister, en post som tidigare bland andra André Malraux och Jack Lang innehaft.
Fréderic Mitterrand utkom 2006 med självbiografin La mauvaise vie.